# Торндейл (Пенсільванія)
Торндейл (англ. Thorndale) — переписна місцевість (CDP) в США, в окрузі Честер штату Пенсільванія. Населення — 3669 осіб (2020).

## Географія
Торндейл розташований за координатами 40°0′6″ пн. ш. 75°45′2″ зх. д. / 40.00167° пн. ш. 75.75056° зх. д. (40.001717, -75.750466).  За даними Бюро перепису населення США в 2010 році переписна місцевість мала площу 4,82 км², з яких 4,78 км² — суходіл та 0,04 км² — водойми.

## Демографія
Згідно з переписом 2010 року, у переписній місцевості мешкало 3407 осіб у 1382 домогосподарствах у складі 896 родин. Густота населення становила 707 осіб/км².  Було 1452 помешкання (301/км²).
Расовий склад населення:
| - 84,9 % — білих - 8,9 % — чорних або афроамериканців - 3,1 % — азіатів - 0,1 % — корінних американців - 1,3 % — осіб інших рас |

До двох чи більше рас належало 1,6 %. Частка іспаномовних становила 4,3 % від усіх жителів.
За віковим діапазоном населення розподілялося таким чином: 20,5 % — особи молодші 18 років, 70,4 % — особи у віці 18—64 років, 9,1 % — особи у віці 65 років та старші. Медіана віку мешканця становила 36,7 року. На 100 осіб жіночої статі у переписній місцевості припадало 98,4 чоловіків;  на 100 жінок у віці від 18 років та старших — 99,9 чоловіків також старших 18 років.
Середній дохід на одне домашнє господарство  становив 102 208 доларів США (медіана — 82 561), а середній дохід на одну сім'ю — 128 454 долари (медіана — 95 391). Медіана доходів становила 46 929 доларів для чоловіків та 36 085 доларів для жінок. За межею бідності перебувало 2,9 % осіб, у тому числі 0,0 % дітей у віці до 18 років та 0,2 % осіб у віці 65 років та старших.
Цивільне працевлаштоване населення становило 2539 осіб. Основні галузі зайнятості: освіта, охорона здоров'я та соціальна допомога — 15,6 %, будівництво — 15,2 %, науковці, спеціалісти, менеджери — 14,5 %, роздрібна торгівля — 14,0 %.